# 사카키 쇼타
사카키 쇼타(일본어: 榊 翔太, 1993년 8월 3일 ~ )는 일본의 축구 선수이다.

## 구단 경력
그는 2012년부터 2021년까지 J리그의 콘사돌레 삿포로, 도치기 SC, AC 나가노 파르세이루에서 활동하였다.